# Bithiga
Bithiga là một chi bướm đêm thuộc họ Erebidae.